# Filosofia pós-moderna
Filosofia pós-moderna ou filosofia pós-modernista refere-se a movimentos filosóficos que se enquadram no período da pós-modernidade, principalmente os surgidos a partir da segunda metade do século XX como uma resposta crítica a suposições presentes nas ideias filosóficas modernistas sobre cultura, identidade, história ou linguagem que foram desenvolvidas durante o Iluminismo do século XVIII. A corrente mais conhecida à qual o termo geralmente faz referência, é a dos pensadores franceses chamada pós-estruturalismo, influenciada pela revolução estruturalista pós-guerra na década de 50 em Paris e pelos eventos de maio de 68, que prosseguiu na América; mas há também a menos principal de pensadores italianos, em contraste à desconstrução dos pós-estruturalistas, enfoca a continuidade do legado moderno na hermenêutica, historicismo e estética, incluindo dentre os representantes Gianni Vattimo e Mario Perniola; e uma corrente construtiva e racional, que também reivindica o uso legítimo do termo "pós-moderno", com alguns propondo nela incluir o desenvolvimento americano da lógica da semiótica e pragmatismo crítico de Charles Sanders Peirce e William James, além de características presentes em Henri Bergson e na filosofia do processo.
Pensadores pós-modernistas pós-estruturalistas desenvolveram conceitos como diferença, repetição, traço e hiper-realidade para subverter "grandes narrativas", univocidade do ser e certeza epistêmica. A filosofia pós-moderna pós-estruturalista questiona a importância das relações de poder, personalização e discurso na "construção" da verdade e das visões de mundo. Muitos pós-modernistas parecem negar a existência de uma realidade objetiva e parecem negar a existência de valores morais objetivos.
"Pós-moderno" foi um termo que já tinha sido utilizado por Alfred North Whitehead desde 1964, na vertente construtiva. Mas no pós-estruturalismo, Jean-François Lyotard introduziu a definição de pós-modernismo filosófico em 1979, em A Condição Pós-Moderna, escrevendo "Simplificando ao extremo, defino o pós-moderno como incredulidade em relação às meta narrativas ...", onde o que ele quer dizer com metanarrativa é algo como uma história unificada, completa, universal e epistemicamente certa sobre tudo o que é. Os pós-estruturalistas rejeitam as metanarrativas porque rejeitam o conceito de verdade que as metanarrativas pressupõem. Os filósofos pós-modernistas pós-estruturalistas em geral, argumentam que a verdade sempre depende do contexto histórico e social, em vez de ser absoluta e universal, e que a verdade é sempre parcial e "em debate", em vez de ser completa e certa.
Com isso, a dita filosofia pós-moderna é frequentemente cética em relação à característica de oposições binárias simples de estruturalismo, enquanto enfatiza o problema do filósofo de distinguir claramente o conhecimento da ignorância, o progresso social da reversão, o domínio da submissão, o bem do mal e a presença da ausência. Mas, pelas mesmas razões, a filosofia pós-moderna deve frequentemente ser particularmente cética em relação às complexas características espectrais das coisas, enfatizando-se o problema do filósofo novamente distinguir conceitos claramente, pois um conceito deve ser entendido no contexto de seu oposto, como existência e nada, normalidade e anormalidade, fala e escrita, etc. Na crítica pós-estruturalista da filosofia continental, foi influenciada pesadamente por fenomenologia, estruturalismo e existencialismo, inclusive escritos de Søren Kierkegaard, Friedrich Nietzsche e Martin Heidegger; também é cética de muitos valores e bases da filosofia analítica; um exemplo é que um pós-modernista poderia negar que o complexo sistema de significados incorporados em condições normais ou em linguagens filosóficas poderiam ser representadas na anotação lógica (alguns podem até mesmo negar qualquer noção tradicional de "significado" totalmente). A filosofia pós-moderna também tem fortes relações com a literatura substancial da teoria crítica, apesar de alguns proponentes desta criticarem a irracionalidade dos pós-estruturalistas (ver Pós-estruturalismo#Crítica).

## História

### Primeiras influências do pensamento filosófico pós-modernista
Embora a ideia de pós-modernismo havia sido dada a cerca de 1940, a pós filosofia origina-se principalmente na França, em meados do século XX, após os eventos de maio de 68. Foi certamente influenciado pelos escritos de Søren Kierkegaard e Friedrich Nietzsche durante o século XIX e no início do século XX por outros filósofos, incluindo Edmund Husserl e Martin Heidegger, o psicanalista Jacques Lacan, o estruturalista Roland Barthes, o filósofo analítico Ludwig Wittgenstein.[carece de fontes?]

### Características definidoras

#### Vertente desconstrucionista e antirrealista
Muitas reivindicações pós-modernas são um repúdio deliberado de certos valores iluministas do século XVIII. Tais pós-modernistas, principalmente os de influência pós-estruturalista, acreditam que não há realidade natural objetiva e que lógica e razão são meros constructos conceituais que não são universalmente válidos. Duas outras práticas pós-modernas características são a negação da existência da natureza humana e um ceticismo (às vezes moderado) em relação às alegações de que a ciência e a tecnologia mudarão a sociedade para melhor. Pós-modernistas dessa vertente também acreditam que não há valores morais objetivos, e toleram múltiplas concepções de moralidade, mesmo que não concordem com elas subjetivamente. Os escritos pós-modernos geralmente se concentram na desconstrução do papel que o poder e a ideologia desempenham na formação do discurso e da crença. A filosofia pós-moderna compartilha semelhanças ontológicas com sistemas clássicos de crenças céticas e relativísticas.
A Routledge Encyclopedia of Philosophy afirma que "a suposição de que não existe denominador comum em 'natureza' ou 'verdade' ... que garanta a possibilidade de pensamento neutro ou objetivo" é uma suposição essencial do pós-modernismo. O National Research Council dos EUA caracterizou a crença de que "a pesquisa em ciências sociais nunca pode gerar conhecimento objetivo ou confiável" como um exemplo de uma crença pós-moderna. A condição pós-moderna de Jean-François Lyotard de 1979 afirmou que suas hipóteses "não deveriam receber um valor preditivo em relação à realidade, mas um valor estratégico em relação às questões levantadas". A afirmação de Lyotard em 1984 de que "eu defino o pós-moderno como incredulidade em relação às metanarrativas" se estende à incredulidade em relação à ciência. Jacques Derrida, que geralmente é identificado como pós-modernista pós-estruturalista, afirmou que "todo referente, toda realidade tem a estrutura de um traço diferencial". Paul Feyerabend, um dos mais famosos filósofos da ciência do século XX, é frequentemente classificado como pós-moderno; Feyerabend sustentou que a ciência moderna não é mais justificada que a bruxaria e denunciou a "tirania" de "conceitos abstratos como 'verdade', 'realidade' ou 'objetividade', que restringem a visão das pessoas e as formas de estar no mundo". Feyerabend também defendeu a astrologia, adotou a medicina alternativa e simpatizou com o criacionismo. Os defensores do pós-modernismo afirmam que muitas descrições do pós-modernismo exageram sua antipatia pela ciência; por exemplo, Feyerabend negou que ele era "anti-ciência", aceitou que algumas teorias científicas são superiores a outras (mesmo que a própria ciência não seja superior a outros modos de investigação) e tentou tratamentos médicos convencionais durante sua luta contra o câncer.

## Críticas
Críticas ao pós-modernismo, embora intelectualmente diversas, compartilham a opinião de que ele não tem coerência e é hostil à noção de absolutos, como a verdade. Especificamente, sustenta-se que o pós-modernismo pode ser sem sentido, promove o obscurantismo e usa o relativismo (em cultura, moralidade, conhecimento) na medida em que prejudica a maioria dos apelos de julgamento.
Um movimento francês anti-pós-modernista surgiu no final da década de 70 e década de 80, rejeitando as correntes dominantes do pós-guerra do marxismo, estruturalismo, existencialismo e desconstrução, considerando-as no pós-modernismo, segundo a Concise Routledge Encyclopedia of Philosophy, como "os últimos episódios de uma aventura intelectual falha cujas origens remontam até pelo menos à Revolução Francesa". Luc Ferry afirma que o anti-humanismo pós-moderno mutila o indivíduo e leva ao autoritarismo. Vincent Descombes em seu Filosofia Moderna Francesa retrata a vertente da desconstrução:
"não há nada original, o modelo para a cópia em si é uma cópia... não há fatos, apenas interpretações e qualquer interpretação é a interpretação de uma interpretação mais antiga; não há significado próprio para as palavras, apenas significados figurativos... nenhuma versão autêntica de um texto, existem apenas traduções, não há verdade, apenas pastiche e paródia."
O mais proeminente crítico do pós-modernismo é Jürgen Habermas, expoente da Escola de Frankfurt, que defende o legado da razão crítica e denunciou as contradições inerentes no discurso pós-estruturalista pós-moderno em seu O Discurso Filosófico da Modernidade e a falta de comunicação intersubjetiva de seus propositores.